# Scopula serena
Scopula serena är en fjärilsart som beskrevs av Louis Beethoven Prout 1920. Scopula serena ingår i släktet Scopula och familjen mätare. Inga underarter finns listade.